# Homunculus Loxodontus

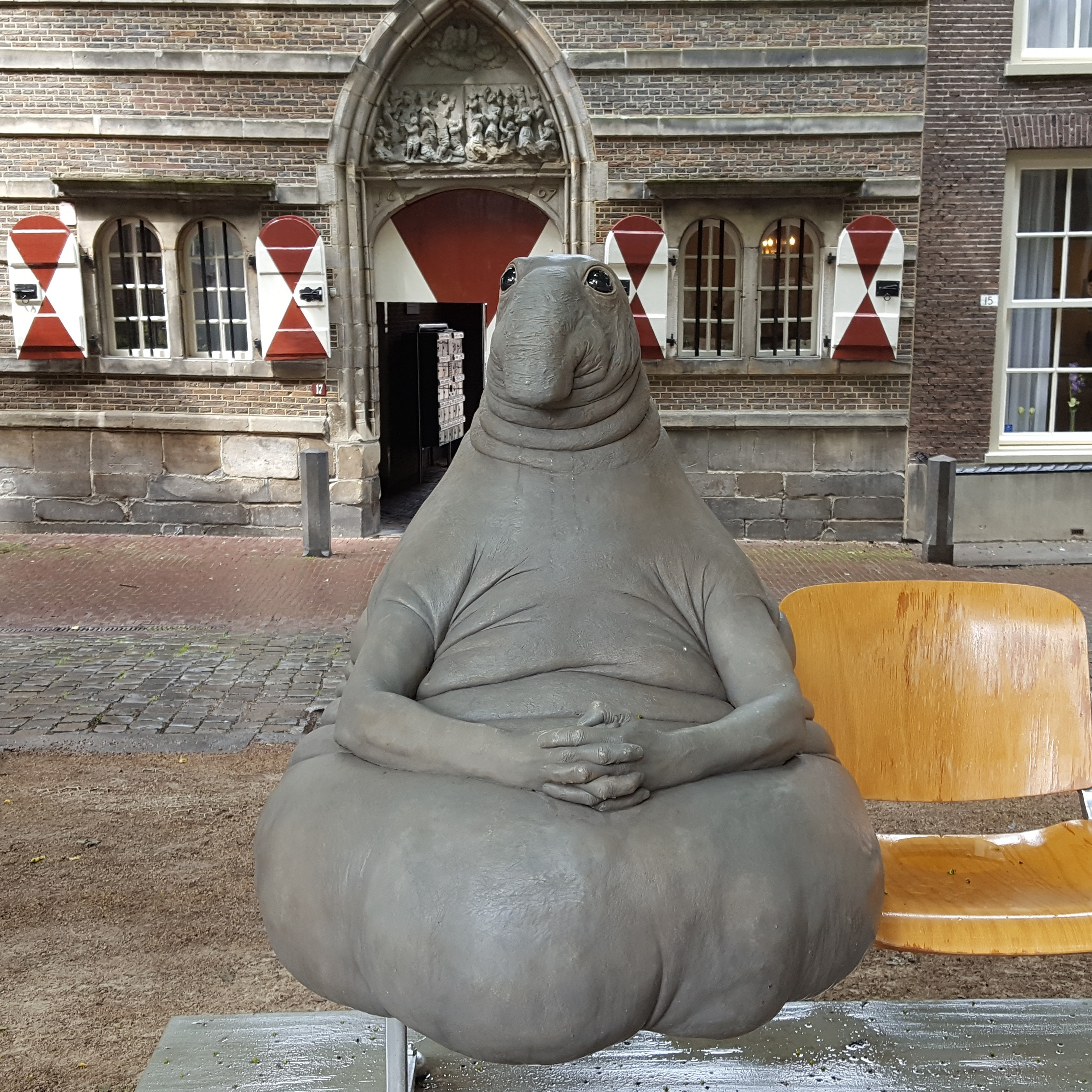
Homunculus Loxodontus op 'Beelden in Leiden' 2016

Homunculus Loxodontus is een beeld van de Nederlandse kunstenares Margriet van Breevoort. Het beeld geeft een zittende zeeolifant weer, die zijn handen afwachtend over zijn buik gevouwen heeft. Het beeld is erg populair in Rusland, waar het liefkozend Ждун (zjdoen, “de wachtende”) genoemd wordt.

## Geschiedenis
Van Breevoort (* 1990) maakte het beeld in 2016 in opdracht van de Stichting Beelden In Leiden (BIL). De Homunculus Loxodontus maakte deel uit van de jaarlijks door BIL georganiseerde beeldententoonstelling op de Hooglandse Kerkgracht. Het beeld won de Publieksprijs 2016. Daarna volgde aankoop door het Leids Universitair Medisch Centrum, dat het beeld heeft geplaatst bij de hoofdingang van het ziekenhuis. De naam Homunculus Loxodontus is een samenstelling van de woorden homunculus (mythisch wezen) en loxodontus (olifantachtige).

## Populariteit in het buitenland
Het beeld werd vrijwel direct populair in het buitenland. Met name op sociale media, zoals Facebook (en Pikabu in Rusland) werden foto’s ervan meteen massaal gedeeld en in diverse andere situaties geplaatst: meestal in een afwachtende, bijna lijdzame positie –zogenaamd goed passend bij de Russische volksaard. Het Russisch mediabedrijf CD Land kocht in 2017 de gebruiksrechten van het beeld, en verwacht die onder meer via een animatieserie uit te baten. De Belgische muziekgroep Balthazar (band) gebruikt dit kunstwerk ook op de cover van hun album Sand.

## Vaste wachtplek
In december 2019 kreeg het beeld een zusje dat een vaste wachtplek in de hal van de priorij van buitenplaats Doornburgh in Maarssen verwierf.